# Эррера, Маурисио
Маури́сио Эрре́ра (англ. Mauricio Herrera), род. 24 мая 1980 года, Лейк-Элсинор, округ Риверсайд, Калифорния, США) — американский боксёр-профессионал, выступающий в первой полусредней весовой категории (англ. Light welterweight). Временный чемпион мира в первом полусреднем весе (по версии WBA, 2014).

## Профессиональная карьера
Маурисио Эррера дебютировал на профессиональном ринге в августе 2007 года в возрасте 27 лет. Выиграв первые три поединка с начинающими боксёрами, провёл несколько успешных боёв с более опытными боксёрами, и в 2009 году Эррера завоевал титул чемпиона США по версии WBC, во втором лёгком весе.
В декабре 2009 года Маурисио потерпел первое поражение в профессиональной карьере, проиграв по очкам спорным решением судей, американцу Майку Анчондо (29-2).
7 января 2011 года в бою за титул чемпиона Северной Америки по версии IBF, в тяжёлом и плотном бою, Эррера победил по очкам и нанёс первое поражение малоизвестному к тому моменту будущему чемпиону мира, россиянину, Руслану Проводникову.
14 апреля 2012 года, Эррера проиграл в рейтинговом поединке небитому американскому боксёру, Майку Альварадо (32-0).
В следующем бою прошедшем в октябре этого же года, Эррера снова проиграл по очкам близким решением, на этот раз другому непобеждённому американцу, Кариму Мэйфилду (16-0).
В мае 2013 года победил по очкам в зрелищном бою крепкого корейского боксёра, Джо Хун Кима, а затем в сентябре победил по очкам мексиканца Мигеля Анхеля Хуерту.
15 марта 2014 года неожиданно был выбран в качестве претендента на чемпионские титулы WBC, WBA The Ring, лидера первого полусреднего веса, американца, Дэнни Гарсии. Эррера сумел дать чемпиону очень тяжёлый бой, и по мнению многих обозревателей заслужил в нём победу. Но по судейским запискам Дэнни победил близким решением большинства судей, и сохранил чемпионские титулы.
Не получив реванш от Гарсии, но проведя достойный чемпионский бой, следующий поединок Эррера провёл с обладателем титула временного чемпиона мира, колумбийцем Йоханом Пересом. 12 июля 2014 года Эррера победил по очкам и завоевал титул временного чемпиона мира по версии WBA.
В конце 2014 года проиграл титул по очкам раздельным судейским решением, американцу, Хосе Бенавидесу.